# Felix Bockhorni

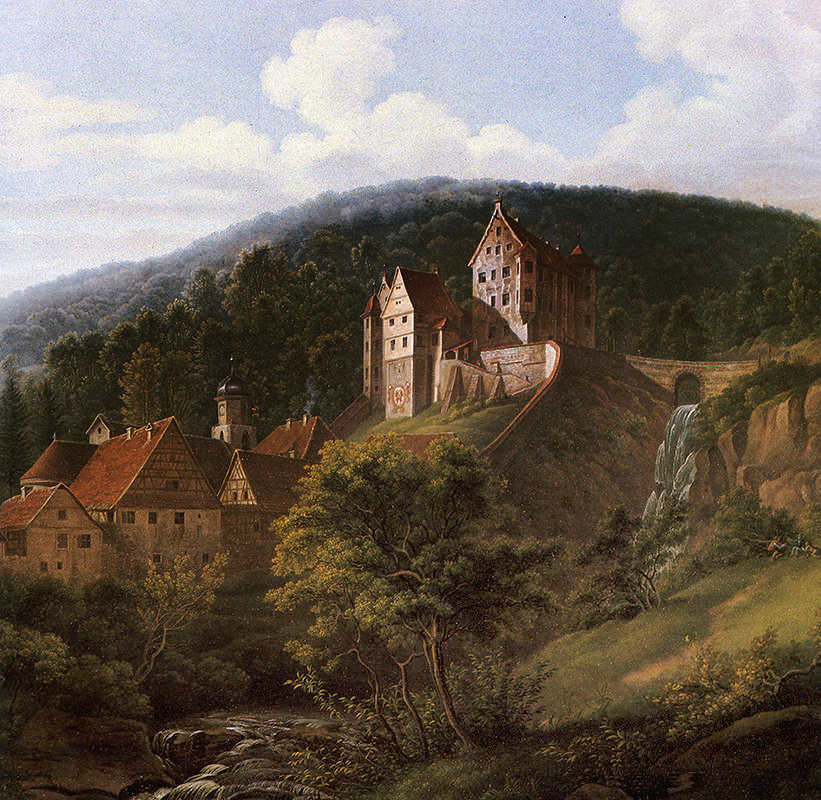
Schloss Weissenstein

Felix Bockhorni (auch: Felix Pokorny; * 20. Mai 1801 in Wolfratshausen; † 4. Juli 1878 ebenda) war ein deutscher Landschaftsmaler und Zeichner.

## Leben
Felix Bockhorni immatrikulierte sich im Alter von 15 Jahren am 25. Oktober 1816 an der Königlichen Kunstakademie in München für das Fach Landschaftsmalerei. Nach Abschluss des Studiums wirkte er an der Porzellanmanufaktur Nymphenburg als Landschaftsmaler. Außerdem übernahm er als königlich-bayerischer Hofmaler Aufträge für Zeichnungen, Aquarelle sowie Ölgemälde und schuf vereinzelt auch Lithografien nach Gemälden anderer Künstler.